# Piper massiei
Piper massiei är en pepparväxtart som beskrevs av C. Dc.. Piper massiei ingår i släktet Piper och familjen pepparväxter. Inga underarter finns listade i Catalogue of Life.